# 北竹林站
北竹林站是天津地铁6号线的地铁站，位于中华人民共和国天津市红桥区新河北大街与子牙河南路交叉口南侧，于2016年12月31日开通。

## 车站结构

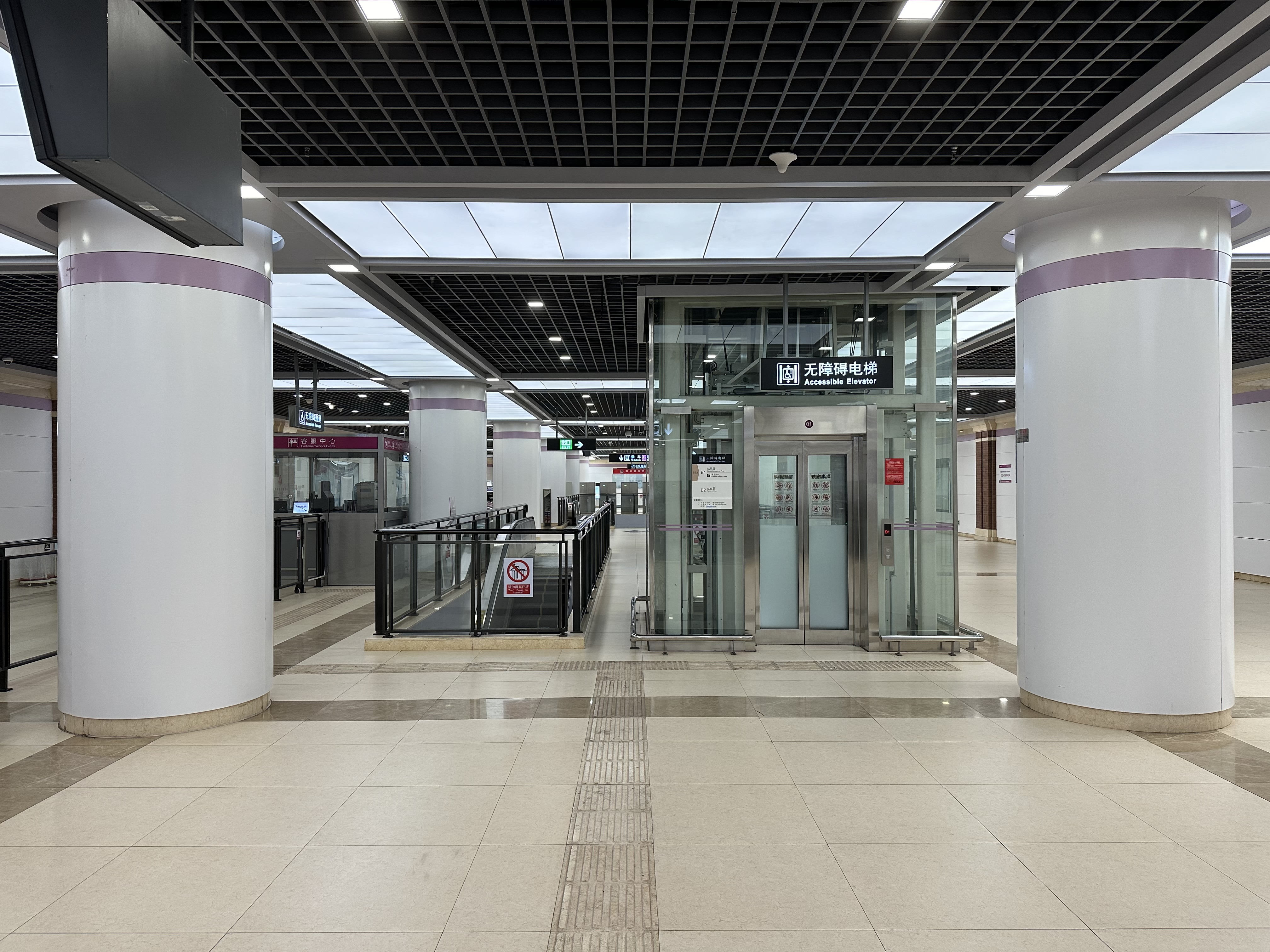
站厅

北竹林站位于新河北大街与子牙河南路交叉口南侧，垂直于新河北大街设置，呈东西走向，为地下三层岛式站台车站，车站长167米，标准段宽23.1米，车站地下一层为站厅层，地下二层为设备层，地下三层为站台层，站台设置全高站台门。
| 地面              | 出入口 | A、C出入口                                                                                              |
| 地下一层          | 站厅   | 客服中心、自动售票机、验票机                                                                            |
| 地下二层          | 设备   | 车站设备                                                                                                |
| 地下三层          | 站台   | \| \| \| █ 6号线往渌水道（西站） \| \| 島式 · 開左邊车门 \| \| \| \| \| \| █ 6号线往南孙庄（天泰路） \| |
|                   |        | █ 6号线往渌水道（西站）                                                                                 |
| 島式 · 開左邊车门 |        | |
|                   |        | █ 6号线往南孙庄（天泰路）                                                                               |

## 车站出口
北竹林站目前开放2个出入口，各出口及周围设施如下所示：
|                                      |      |            |                      |
| 出口编号                             | 照片 | 地点       | 可到达目的地         |
| 出口 · A · 升降机标志 · 扶手电梯标志 |      | 新河北大街 | 西恒德里             |
| 出口 · C                             |      | 同义庄大街 | 同义庄清真寺，益福里 |
| 註： 設有 \| 設有扶手電梯            |      |            |                      |

## 换乘交通
| 公共汽车线路 \| 编号 \| 编号 \| 线路 \| 线路 \| 线路 \| 收费 \| 运营商 \| 备注 \| \| -------- \| ----- \| ---------- \| ---- \| ------------------ \| ----- \| ---------- \| --------------------- \| \| \| 652北 \| 西站北广场 \| ⇆ \| 米立方海世界公交站 \| 2–4元 \| 公交二公司 \| 上下车刷卡 合并原 152 \| \| 棉四宿舍 \| 652北 \| 短线 ⇆ \| \| 米立方海世界公交站 \| 2–4元 \| 公交二公司 \| 上下车刷卡 合并原 152 \| |       |            |      |                    |       |            |                       |
| 编号 | 编号  | 线路       | 线路 | 线路               | 收费  | 运营商     | 备注                  |
| | 652北 | 西站北广场 | ⇆    | 米立方海世界公交站 | 2–4元 | 公交二公司 | 上下车刷卡 合并原 152 |
| 棉四宿舍 | 652北 | 短线 ⇆     |      | 米立方海世界公交站 | 2–4元 | 公交二公司 | 上下车刷卡 合并原 152 |

| 编号     | 编号  | 线路       | 线路 | 线路               | 收费  | 运营商     | 备注                  |
| -------- | ----- | ---------- | ---- | ------------------ | ----- | ---------- | --------------------- |
|          | 652北 | 西站北广场 | ⇆    | 米立方海世界公交站 | 2–4元 | 公交二公司 | 上下车刷卡 合并原 152 |
| 棉四宿舍 | 652北 | 短线 ⇆     |      | 米立方海世界公交站 | 2–4元 | 公交二公司 | 上下车刷卡 合并原 152 |

## 车站历史
本站工程名与正式站名均为北竹林站，以车站所处的北竹林社区命名。
- 2014年6月2日，车站主体结构封顶。
- 2016年12月31日，车站随6号线一期北段通车开通[1]。